# 17826 Normanwisdom
17826 Normanwisdom este un asteroid din centura principală de asteroizi.

## Descriere
17826 Normanwisdom este un asteroid din centura principală de asteroizi. A fost descoperit pe 3 aprilie 1998 la Reedy Creek de John Broughton. Asteroidul prezintă o orbită caracterizată de o semiaxă mare de 3,08 ua, o excentricitate de 0,12 și o înclinație de 9,9° în raport cu ecliptica.